# Eisenbahn der Marowijne Company
| Im Dschungel am Marowijne abgestellte Dampflokomotive John Lucas                                                                                         |                          |                             |                             |
| Streckenlänge: | 29 km                    |                             |                             |
| Spurweite: | 1524 mm (Russische Spur) |                             |                             |
| |                          |                             |                             |
| \| \| 0 \| Araguaya Creek am Marowijne \| Araguaya Creek am Marowijne \| \| \| \| 17 Brücken \| \| \| \| 29 \| Wilson Creek Mine \| Wilson Creek Mine \| |                          |                             |                             |
| Kopfbahnhof Streckenanfang (Strecke außer Betrieb) | 0                        | Araguaya Creek am Marowijne | Araguaya Creek am Marowijne |
| Brücke über Wasserlauf (Strecke außer Betrieb) |                          | 17 Brücken                  | 17 Brücken                  |
| Kopfbahnhof Streckenende (Strecke außer Betrieb) | 29                       | Wilson Creek Mine           | Wilson Creek Mine           |

Die Eisenbahn der Marowijne Company war eine 29 km lange Breitspurbahn mit einer Spurweite von 60 Zoll (1524 mm), die in Suriname vom Base Camp am Araguaya Creek am linken Ufer des Flusses Marowijne zu einem Wilson Creek Mine genannten Goldbergwerk führte.

## Geschichte
Howard Ashley Pedrick (1863–1941) kam im Mai 1899 im Namen des in Philadelphia ansässigen Finanziers Robert H. Foerderer und seiner Minengesellschaft The Marowijne Company nach Suriname. Er baute eine Eisenbahnlinie, um das Goldbergwerk mit dem Fluss Marowijne, der die Grenze zu Französisch-Guayana bildet, zu verbinden. Dort stand genügend Wasser zur Verfügung, um das Erz zu waschen.
Zwei Dampflokomotiven, 100 Loren, Schienen und Gleismaterial für die 29 km lange Bahnstrecke sowie Material für ein Kesselhaus, eine Werkstatt, eine Dampfpumpenanlage, ein Sägewerk und zwei Marion-Dampfschaufelbagger wurden im Dezember 1899 mit dem Fünfmastschoner La Plata aus Boston nach Albina verschifft.
Daraufhin wurde die Trasse mit insgesamt 17 Brücken nivelliert und die Gleise verlegt. Sieben dieser Brücken führten über denselben Creek. Nach der Inbetriebnahme der Eisenbahn wurde mit dem kommerziellen Goldabbau begonnen, aber das meiste Gold verschwand auf ungeklärte Weise vor dem Ende der Goldwaschanlage. Daher zog sich Foerderer 1902 mit einem Verlust von 2,5 Millionen US-Dollar aus The Marowijne Company zurück. Seine Gerätschaften wurden 1907 auf einer öffentlichen Auktion versteigert und im Dschungel abgestellt, wo sie sich zum Teil noch heute befinden.

## Eisenbahn
Die Eisenbahnausrüstung wurde aus zweiter Hand von Breitspurbahnen mit einer Spurweite von 60 Zoll (1524 mm) importiert.
Eine der beiden Lokomotiven, die John Lucas genannt wurde, war von Baldwin 1878 mit der Werksnummer 4287 für die Camden & Atlantic Railroad hergestellt worden. Sie wurde im Dschungel am Ufer des Pakira Creek, 5 km vom Marowijne River entfernt abgestellt. Sie hatte ein Gewicht von  20.412 kg (45.000 lbs).
Die zweite Lokomotive wurde am Ufer des Flusses Marowijne abgestellt.